# Jennifer Fry
Pour les articles homonymes, voir Fry.
Jennifer Fry, née le 24 mars 1989 à Pretoria, est une joueuse sud-africaine de badminton.

## Carrière
Jennifer Fry est médaillée d'or en équipe mixte, médaillée d'argent en double mixte avec Andries Malan et médaillée de bronze en double dames avec Michelle Butler-Emmett aux Championnats d'Afrique 2013. Aux Championnats d'Afrique 2014, elle est médaillée d'or en équipe mixte, médaillée d'argent en double mixte avec Andries Malan et médaillée de bronze en double dames avec Elme de Villiers.
En 2015, elle remporte aux Jeux africains la médaille d'or en double mixte avec Andries Malan et la médaille d'argent en équipe mixte. Elle obtient aux Championnats d'Afrique 2017 la médaille d'or en double mixte avec Andries Malan et en double dames avec Michelle Butler-Emmett et la médaille d'argent en équipe mixte.